# せいせき多摩川花火大会
1. せいせき多摩川花火大会
2. 前身の多摩川関戸橋花火大会

せいせき多摩川花火大会（せいせきたまがわはなびたいかい）は、東京都多摩市において、多摩川河川敷の府中四谷橋から関戸橋間（聖蹟桜ヶ丘駅付近）で開催される花火大会。多摩川沿岸で開催される花火大会の一つである。

## 歴史
元は1980年代に対岸の府中市の中河原商栄会が開催し、1985年から多摩商工会議所が参加して規模拡大した。
2003年までは「多摩川関戸橋花火大会」として開催されていた。音楽に合わせ花火を打ち上げる「ハナビリュージョン」が人気を集め、6,000発以上を打ち上げる都内有数の花火大会として約20万人の観客を動員していた。
しかし2003年8月5日の大会では、大雨洪水警報発令中にもかかわらず主催者が決行したため、多摩川の増水により約1時間で中止となった上、花火師34人が川の中州に取り残され、警視庁のヘリコプターで救助される事故が発生したため、翌2004年の花火大会は中止された。
この事故を受け、主催を多摩市が主導する実行委員会に変更し、2005年に第1回「せいせき多摩川花火大会」として開催。2008年8月5日の第4回は雷雨により中止された。2010年8月10日の第6回まで開催され、毎年20万人以上の観客を動員していた。2011年は東日本大震災の影響により中止。以降はスポンサーが集まらず経費確保が困難となり休止していた。
2015年より開始されたイベント「せいせきみらいフェスティバル」で、花火の打ち上げが復活。2016年の第2回はクラウドファンディングで花火打ち上げ費用を集めて開催した。2017年の第2回は雨天のため中止。2018年に第3回、2019年に第4回を開催した。
2020年は9月に開催を予定していたが、新型コロナウイルス感染症流行の影響で中止された。2021年、2022年も引き続き中止となったが、3年連続の中止に「花火の火を消したくない」との声が上がったことから、2022年には「せいせきみらいフェスティバル2022 ～30mナイアガラ&手持ち花火を楽しむ夕べ～」として開催した。
2023年9月17日には4年ぶりに花火大会が復活。「せいせきみらいフェスティバル2023」として多摩川河川敷の一ノ宮公園を会場に16時から19時までイベントを開催、フィナーレとなる18時30分からは花火大会を行い、555発の打ち上げ花火と30mのナイアガラ花火を約10分間にわたり打ち上げる。